# Au ONAIR MUSIC CHART
『au ONAIR MUSIC CHART』（エーユー・オンエア・ミュージック・チャート）は、JFN系列37局で放送されていた音楽チャート番組である。

## 番組概要
3年半続いた「au DOWNLOAD MUSIC CHART」からの継承として、2008年10月5日にリニューアルスタートした。タイトルコールは「au DOWNLOAD MUSIC CHART」が「au ONAIR MUSIC CHART」と太字の部分が変わっただけだった。この番組では、ダウンロードカウントに代えて、JFN全38局でオンエアされた全楽曲を表示する「NOW ON AIRシステム」の全データ集計に番組リスナーからのリクエストを加えた独自集計によるランキングを毎週発表していた。もちろん、毎週アーティスト1組をゲストに迎えたトークコーナーもあり、前番組「au DOWNLOAD MUSIC CHART」からの人気コーナー「クイズ!ビビッとランキング!」は本番組でも継承されていた。
基本的には渋谷にあったTOKYO FMスペイン坂スタジオから生放送していたが、月1回（原則として第1日曜日）は原宿のKDDI デザイニングスタジオからの放送だった。
2011年秋のTOKYO FMの改編により9月に番組終了。2005年4月から『au DOWNLOAD MUSIC CHART』と合わせた「MUSIC CHART」シリーズは6年半の放送に幕を閉じた。さらにTOKYO FMにおける日曜昼の「KDD」→「KDDI」一社提供枠もこの番組をもって終了となった。放送最終月の2011年9月は全てスペイン坂からの放送だった。

## パーソナリティ
- 杉崎美香 - 前番組「au DOWNLOAD MUSIC CHART」より引き続き出演していた。

## コーナー
- クイズ!ビビッとランキング! - その週の第1位の楽曲を予想し、正解すると番組中にリスナーに電話がつながり、現金1万円が贈呈される。不正解の場合は翌週に持ち越され、その都度1万円ずつ積み立てられていく仕組みになっていた（例、1→2→3…万円という形。なお、積み立ての上限の有無は不明）。正解すればその分の賞金が贈呈され、翌週はまた1万円からスタートとなっていた。
- AREA RECOMMENDS - JFN37局のパーソナリティが自局注目のアーティストや楽曲を紹介。また、地元局でしか聴けないジングルを聞くことができた（未ネットのFM三重は除く）。
- ゲストコーナー

ほか

## 年末特番
毎年12月末には年末特番「SUPER GRAND COUNTDOWN」に「カウントダウン・ジャパン」「コスモ ポップス ベスト10」とともに参加。au ONAIR MUSIC CHARTは第3部（16時 - 17時50分) に登場、1年間に番組にランクインした上位20曲を「年間ビビッと!ランキング」として発表していた。
当日は通常の渋谷・スペイン坂スタジオではなく、半蔵門にあるTOKYO FM本社スタジオからの生放送だった。
また、年末特番に限りレディオキューブ FM三重にもネットされていた。

## 年間ビビッと!ランキング第1位獲得曲
| 年度   | 曲名                   | 歌手名                |
| ------ | ---------------------- | --------------------- |
| 2008年 | そばにいるね           | 青山テルマfeat.SoulJa |
| 2009年 | My SunShine            | ROCK'A'TRENCH         |
| 2010年 | ベイビー・アイラブユー | TEE                   |

※注 2008年のみ前番組「au DOWNLOAD MUSIC CHART」（ - 9月28日放送）のランキングを加算。

## ネット局
全国37局ネット（2011年3月番組終了時点）。
- TOKYO FM（制作局）

北海道・東北
- AIR-G'
- AFB
- FM IWATE
- Date fm
- AFM
- Rhythm Station
- ふくしまFM

北関東・長野
- RADIO BERRY
- FMぐんま
- FM長野

北陸
- FM-NIIGATA
- FMとやま
- HELLO FIVE
- FM福井

東海
- Radio80（現FM GIFU）
- K-mix
- FM AICHI（現@FM）

近畿
- e-radio
- FM OSAKA（現FM OH!）
- Kiss FM KOBE[1]

中国
- V-air
- FM岡山
- HFM
- FMY

四国
- FM香川
- FM徳島
- JOEU-FM
- Hi-Six

九州･沖縄
- FM FUKUOKA
- FMS
- FM Nagasaki
- FMK
- Air-Radio FM88
- JOY FM
- μFM
- FM沖縄

### 補足
- JFN全局中、レディオキューブ FM三重のみネットされていなかった（前番組「au DOWNLOAD MUSIC CHART」より続く）。
- Radio80では、毎年11月第2日曜日はいびがわマラソン放送のため未放送。そのため当日の中京広域エリアでのネットはFM AICHIのみだった（2009年は「いびがわマラソン」の中継は行われなかったため、通常通り放送された）。

## その他
- 2008年12月21日の放送は、東京タワーの特設会場からの公開生放送を実施。番組初となる渋谷（TFMスペイン坂スタジオ）と原宿（KDDI デザイニングスタジオ）以外での公開生放送となった。
- 2009年4月より朝日新聞（東京本社版）金曜日夕刊にau ONAIR MUSIC CHARTのその週のランキングを、杉崎のコラムとともに掲載している。
- 2009年10月11日の放送は、毎月恒例の原宿KDDI・デザイニングスタジオからの公開生放送の予定であったが、放送開始の約1時間前(午前11時頃)に同スタジオの設備トラブル(ぼや騒ぎ)が発生。このため安全上スタジオを使用出来ないとの判断から閉館し、公開観覧中止となった。なお、放送自体は半蔵門のスタジオからの放送となった(この時のゲストはTRICERATOPSだった)。通常放送による公開観覧中止は、当番組にリニューアルしてから初。
- 2009年12月6日の放送は、パーソナリティの杉崎が突然の体調不良（後にインフルエンザを患っていたことが公表された）を理由に出演を取りやめるものの、代役(Chigusa)により当日の公開生放送は進行された。
- 2009年12月13日の放送は、神奈川県横浜市西区の「クイーンズスクエア横浜」で公開生放送を実施。番組史上初となる東京都外での公開生放送となった。
- 2010年7月4日の放送は、沖縄県南城市にある「くんなとぅ」で公開生放送を実施した。番組史上二度目となる東京都外での放送であり、初の関東地方以外、沖縄での公開生放送となった。
- 2010年9月12日の放送は、杉崎の夏休みに伴い代役naocoにより進行された。
- 2011年3月13日の放送は、前々日(同年3月11日)14時46分頃に発生した東北地方太平洋沖地震の影響により番組放送自体が中止となった。その翌週(3月20日)から番組の放送を再開。さらにその翌週の3月27日も放送したが、いずれの回もTFMの意向(安全確保等を考慮)で渋谷スペイン坂、原宿KDDI・デザイニングスタジオでの番組公開を中止し、半蔵門のスタジオからの放送となった。この状態は4月10日放送まで続き、渋谷スペイン坂での番組公開はその翌週4月17日放送から、原宿KDDI・デザイニングスタジオでの番組公開は5月8日放送から再開した。
- この番組の終了をもって日曜日のスペイン坂からの通常番組による生放送がなくなった。